# لوكا فيجياني
لوكا فيجياني (بالإيطالية: Luca Vigiani)‏ (مواليد 25 أغسطس 1976 في فلورنسا - إيطاليا) لاعب كرة قدم إيطالي يلعب حاليا لصالح نادي الدرجة الأولى بولونيا الإيطالي منذ 2009 في مركز الجناح الأيمن كما يجيد اللعب في مركز الوسط المهاجم .

## روابط خارجية
- لوكا فيجياني على موقع الاتحاد الدولي (مؤرشف)  (الإنجليزية)
- لوكا فيجياني على موقع قاعدة بيانات كرة القدم.إي يو (الإنجليزية)
- لوكا فيجياني على موقع عالم كرة القدم.نت (الإنجليزية)
- لوكا فيجياني على موقع كووورة